# سكورة الحدرة (قلعة السراغنة)
 سكورة الحدرة (بالإنجليزية: SKOURA LHADRA)‏ هي جماعة ترابية تابعة لإقليم الرحامنة ضمن جهة مراكش آسفي بالمغرب.  بلغ مجموع عدد سكان  سكورة الحدرة حسب إحصاءات 2004 حوالي  8942 نسمة من بينهم 1 أجنبي  يعيشون في  1224 أسرة.

## إحصاء عام
| السنة | عدد السكان | عدد الأسر | عدد الأجانب |
| ----- | ---------- | --------- | ----------- |
| 1994  | 9079       | 1118      | °°°°        |
| 2004  | 8942       | 1224      | 1           |

## دواوير الجماعة
```
دوار الصمامدة دوار الحراكنة دوار كنتة دوار اولاد زاد الناس القليعة اولاد زاد الناس الخبيزة   دوار اولاد ديم دوار اولاد ديم الحدرة دوار اولاد لحسن  وأولاد لحسن الحدرة و اولاد لحسن النخيلة دوار الجبابرة والجبابرة العزابة دوار الظهور الشغالفة والشراردة  والغريبات دوار سكورة دوار اولاد ميمونة دوار سكورة الطاهرة دوار اولاد شريف دوار الدريوكات دوار اولاد سي بوقفة دوار اولاد عبد الله الحصارةً  دوار اولاد موسى دوار اولاد عيسى الواد دوارالعنانات
```